# NGC 1222
NGC 1222 (другие обозначения — MCG −1-9-5, MK 603, KUG 0306-031, IRAS03064-0308, PGC 11774) —линзовидная галактика раннего типа в созвездии Эридан.
Галактика была открыта 5 декабря 1883 года французским астрономом Эдуардом Стефаном
Этот объект входит в число перечисленных в оригинальной редакции «Нового общего каталога». Там он описан Джоном Дрейером как «довольно слабая, маленькая круглая туманность» и отметил присутствие «очень слабой звезды», расположенной на фоне галактики.
Согласно морфологической классификации линзовидная галактика имеет гладкий профиль и очень тусклый внешний вид. Это достаточно старые красноватого цвета галактики, где много старых звёзд и практически прекратилось звездообразование.
Однако на изображении полученном космическим телескопом Хаббл в 2016 году, обнаружено несколько ярко-синих областей звездообразования, а также тёмные области межзвёздной пыли.
Вероятной причиной вспышки является поглощение и взаимодействие с двумя карликовыми галактиками-спутниками.
Галактика NGC 1222 входит в состав группы галактик NGC 1222. Помимо NGC 1222 в группу также входят NGC 1248, MGC -1-9-13, MGC -1-9-21, MGC -1-9-24 и MK 604.